# Daniel Day-Lewis
Daniel Michael Blake Day-Lewis, Kt (Londres, 29 de abril de 1957) é um ator britânico com dupla nacionalidade (inglês e irlandês). É amplamente considerado um dos maiores atores da história do cinema. Com três Oscars de Melhor Ator, se tornou, em 2013, o primeiro e, até ao momento, o único homem da história a realizar tal feito. Nascido e criado em Londres, filho de um poeta e de uma atriz, destacou-se no palco do National Youth Theatre, antes de ser aceito na Bristol Old Vic Theatre School, na qual estudou por três anos. Apesar de sua educação e formação tradicional no Bristol Old Vic, Daniel é conhecido por empregar a técnica de atuação conhecida como "O Método". Reservado, Daniel raramente dá entrevistas e faz poucas aparições públicas.
Daniel Day-Lewis alternou entre teatro e cinema no começo da década de 1980, quando entrou para  a Royal Shakespeare Company. Interpretou Romeu em Romeu e Julieta e Fluta em Sonho de uma Noite de Verão, antes de aparecer no filme The Bounty de 1984. Seu primeiro papel aclamado pela crítica foi My Beautiful Laundrette (1985), ganhando um mais amplo reconhecimento público com A Room with a View (1985). Assumiu então seu papel de ator principal em A Insustentável Leveza do Ser (1988).
Aclamado como um dos atores mais destacados de sua geração, Day-Lewis ganhou vários prêmios, incluindo três Óscar de Melhor Ator por suas atuações em My Left Foot (1989), There Will Be Blood (2007) e Lincoln (2012). Com o Óscar pela sua atuação em Lincoln, tornou-se o primeiro homem a conquistar três vezes o prêmio na categoria de melhor ator. Foi também indicado por Em Nome do Pai (1993), Gangs of New York (2002) e Phantom Thread (2017). Entre outros prêmios, ganhou também quatro BAFTA de Melhor Ator, três prêmios Screen Actors Guild e dois Globos de Ouro. Em 2012, a revista Time declarou Day-Lewis the "World's Greatest Actor." Por sua contribuição ao teatro, foi condecorado cavaleiro em 2014 pelo príncipe William no Palácio de Buckingham. Em 2017 anunciou a aposentadoria como ator. Porém em 2024 foi anunciado que voltará aos cinemas para estrelar o longa de estreia de seu filho, Ronan Day-Lewis.

## Primeiros anos
Daniel Michael Blake Day-Lewis nasceu em 29 de abril de 1957 em Kensington, Londres, sendo o segundo filho do poeta Cecil Day-Lewis (1904–1972) e sua segunda esposa, a atriz Jill Balcon (1925–2009). Sua irmã mais velha, Tamasin Day-Lewis (nascida em 1953), é uma chef de televisão e crítica gastronômica.. Seu pai, que nasceu na cidade irlandesa de Ballintubbert, Condado de Laois, era de ascendência protestante anglo-irlandesa, viveu na Inglaterra desde os dois anos de idade e foi nomeado poeta laureado em 1968.. A mãe de Day-Lewis era judia. Seus ancestrais judeus asquenazes eram imigrantes na Inglaterra no final do século XIX, vindos da Letônia e da Polônia. O avô materno de Day-Lewis, Sir Michael Balcon, tornou-se o chefe do Ealing Studios, ajudando a desenvolver a nova indústria cinematográfica britânica.. O BAFTA de Contribuição Excepcional ao Cinema Britânico é apresentado todos os anos em homenagem à memória de Balcon.
Dois anos após o nascimento de Day-Lewis, ele se mudou com sua família para Croom's Hill em Greenwich via Port Clarence, Condado de Durham. Ele e sua irmã mais velha não viam muito seus dois meio-irmãos mais velhos, que eram adolescentes quando o pai de Day-Lewis se divorciou de sua mãe. Morando em Greenwich (ele frequentou as escolas primárias Invicta e Sherington), Day-Lewis teve que lidar com crianças difíceis do sul de Londres. Nesta escola, ele foi intimidado por ser judeu e "chique". Ele dominou o sotaque e os maneirismos locais, e credita isso como sendo sua primeira performance convincente. Mais tarde na vida, ele é conhecido por falar de si mesmo como um personagem desordeiro em seus anos mais jovens, muitas vezes em apuros por furtos em lojas e outros crimes mesquinhos.
Em 1968, os pais de Day-Lewis, achando seu comportamento muito selvagem, o enviaram como interno para a escola independente Sevenoaks School, em Kent. Na escola, ele foi apresentado aos seus três interesses mais proeminentes: marcenaria, atuação e pesca. No entanto, seu desdém pela escola cresceu e, após dois anos em Sevenoaks, ele foi transferido para outra escola independente, Bedales em Petersfield, Hampshire. Sua irmã já era aluna lá, e tinha um ethos mais relaxado e criativo. Ele fez sua estreia no cinema aos 14 anos em Sunday Bloody Sunday, no qual interpretou um vândalo em um papel não creditado. Ele descreveu a experiência como "o paraíso" por receber duas libras para vandalizar carros caros estacionados em frente à sua igreja local.Por algumas semanas em 1972, a família Day-Lewis viveu em Lemmons, a casa de Kingsley Amis e Elizabeth Jane Howard no norte de Londres. O pai de Day-Lewis tinha câncer de pâncreas, e Howard convidou a família para Lemmons como um lugar que eles poderiam usar para descansar e se recuperar. Seu pai morreu lá em maio daquele ano. Na época em que ele deixou Bedales em 1975, a atitude indisciplinada de Day-Lewis havia diminuído e ele precisava fazer uma escolha de carreira. Embora ele tivesse se destacado no palco do National Youth Theatre em Londres, ele se candidatou a um estágio de cinco anos como marceneiro. Ele foi recusado devido à falta de experiência.. Ele foi aceito na Bristol Old Vic Theatre School, que frequentou por três anos junto com Miranda Richardson, eventualmente se apresentando no próprio Bristol Old Vic. Em um ponto, ele foi substituto de Pete Postlethwaite, com quem mais tarde co-estrelaria o filme Em Nome do Pai (1994).
John Hartoch, professor de atuação de Day-Lewis em Bristol Old Vic, relembrou:
Havia algo nele mesmo naquela época. Ele era quieto e educado, mas estava claramente focado em sua atuação — ele tinha uma qualidade ardente. Ele parecia ter algo queimando sob a superfície. Havia muita coisa acontecendo sob aquela aparência silenciosa. Houve uma apresentação em particular, quando os alunos encenaram uma peça chamada Class Enemy, quando ele realmente pareceu brilhar — e tornou-se óbvio para nós, a equipe, que tínhamos alguém muito especial em nossas mãos.

## Carreira
Em 1981, ele estava de volta, com dois pequenos papéis nos filmes para televisão Frost in May e Artemis 81. Seu primeiro filme relevante viria no ano seguinte, com o drama Gandhi, a respeito do líder pacifista indiano. Sua participação, porém, também é pequena: fazia um garoto de rua chamado Colin.
Seguiram-se papéis pequenos em filmes de pouca relevância, como How Many Miles to Babylon?, no qual interpretava um ricaço que acompanhava seu amigo de infância, um operário, num exército da Primeira Guerra Mundial; e The Bounty (Rebelião em Alto Mar), no qual contracenou com Mel Gibson, Anthony Hopkins e Liam Neeson; e My Brother Jonathan, obscuro drama feito para televisão.
Para chamar a atenção, Day-Lewis precisava de um papel ao mesmo tempo difícil e chocante, que desafiasse a ele mesmo e ao público. Sua grande chance viria com My Beautiful Laundrette, que tornaria seu nome e o do diretor Stephen Frears famosos. O filme retrata a paixão entre um inglês e um árabe que, juntos, gerenciam uma lavanderia e enfrentam o preconceito da sociedade londrina.
A profunda atuação de Day-Lewis causou rebuliço ainda maior na indústria cinematográfica americana porque My Beautiful Laundrette estreou em Nova York simultaneamente com outro filme seu, A Room With a View, no qual interpreta um personagem completamente distinto. Ele encarna Cecil Vyse, o aristocrático noivo da protagonista vivida por Helena Bonham Carter. Sua versatilidade simplesmente deixou Hollywood estarrecida. Por ambos os papéis, a Associação de Críticos de Nova York lhe deu o prêmio de melhor ator coadjuvante/secundário do ano.
Dois anos depois, as expectativas que rodeavam Day-Lewis se confirmaram em outro filme de época: The Unbearable Lightness of Being (A Insustentável Leveza do Ser), de Philip Kaufman. Passado na Tchecoslováquia da década de 1960, o filme abordava a estranha relação a três de Day-Lewis, Juliette Binoche e Lena Olin, pouco antes da invasão russa na chamada Primavera de Praga. Também em 1988, Day-Lewis tentaria variar seu estilo na comédia Stars and Bars.
Em 1989 o ator conseguiu o primeiro Oscar por seu tocante retrato de um homem com paralisia cerebral em My Left Foot (Meu Pé Esquerdo). Esta era a única parte de seu corpo que ele conseguia controlar, e a utilizava habilmente para pintar e escrever. Ficou famosa a decisão de Day-Lewis de não sair da cadeira de rodas mesmo quando não estava sendo filmado, para compreender ao máximo o sofrimento de seu personagem inválido.

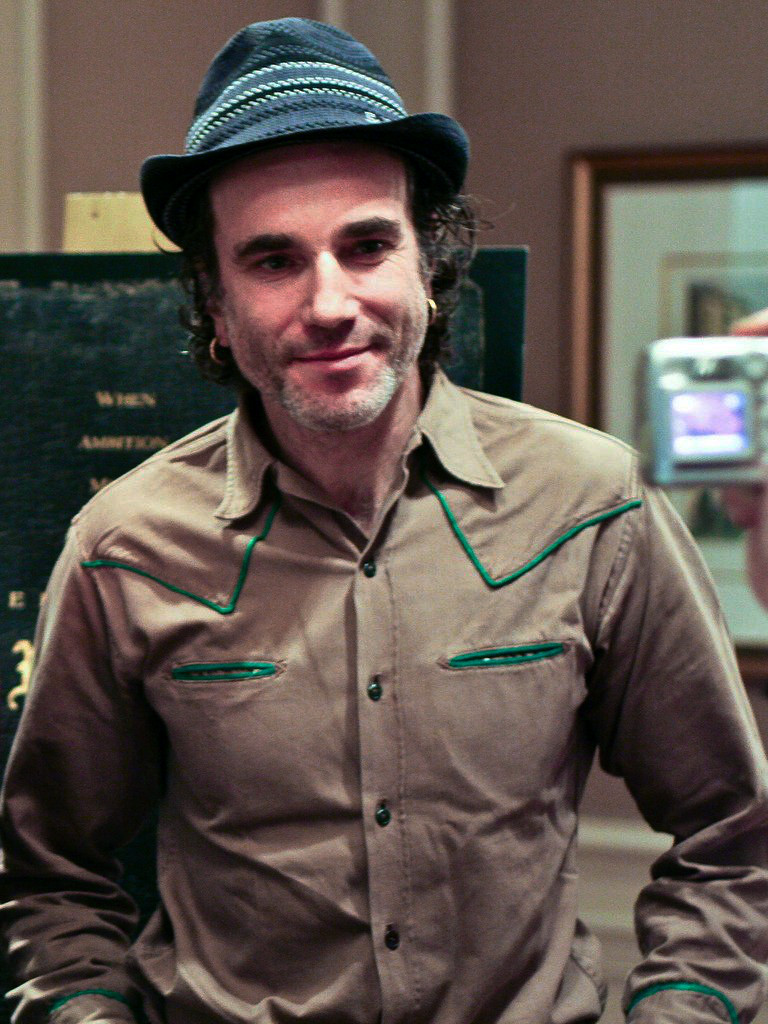
Day-Lewis em Nova Iorque, dezembro de 2007

Além do Oscar, seu sucesso no ano lhe rendeu um dividendo inesperado: o relacionamento com a atriz francesa Isabelle Adjani. A revista inglesa Empire o elegeu, em 1990, uma das 50 pessoas mais bonitas do planeta; cinco anos depois, ele entraria na lista das 100 estrelas mais sexys do cinema, na lisonjeira 11ª colocação.
O namoro de cinco anos com a atriz gerou seu primeiro herdeiro, Gabriel Kane, nascido em abril de 1995. Mais tarde, Day-Lewis se envolveu com Rebecca Miller, filha do dramaturgo Arthur Miller, com quem está casado desde 1996. Este relacionamento lhe rendeu mais dois filhos: Ronan Day-Lewis (nascido em 1998) e Cashel Blake Day-Lewis (nascido em 2002).
Depois de Meu Pé Esquerdo, Day-Lewis tornou-se requisitado para todo e qualquer papel dramático nos Estados Unidos e na Inglaterra. Seguindo no sentido contrário, ele fez questão de tornar-se ainda mais criterioso com a escolha de papéis. A pressão foi tão grande que seu esperado retorno ao teatro, encenando Hamlet com o National Theatre inglês, foi abreviado quando, uma noite, ele foi embora no meio da peça devido a uma exaustão nervosa.
Esteve afastado até 1992, quando reapareceu no filme de ação The Last of the Mohicans, de Michael Mann. Para viver um índio que protege a filha de um coronel britânico em meio à guerra franco-indígena, Day-Lewis preparou-se por mais de um ano e ganhou um corpo invejável. Aos que duvidavam que um inglês pudesse encarnar um nativo americano, ele respondeu com seu típico processo de imersão: ao longo dos meses de gravação, recusou cigarro industrializado, por exemplo. Fazia questão de enrolar seu próprio fumo, como os índios moicanos no século XVIII.

Depois, Day-Lewis aceitou o convite do seu amigo Jim Sheridan, que lhe havia garantido o Oscar com Meu Pé Esquerdo, para estrelar seu novo filme, In the Name of the Father (Em Nome do Pai). Tratava-se de um drama a respeito de um irlandês injustamente acusado de participar de um atentado terrorista do IRA. Repetindo a história, mais uma chuva de indicações a grandes prêmios se seguiu: Oscar, Globo de Ouro, BAFTA… O filme também alterou profundamente a percepção de Day-Lewis a respeito da Irlanda, a ponto de pedir cidadania irlandesa.

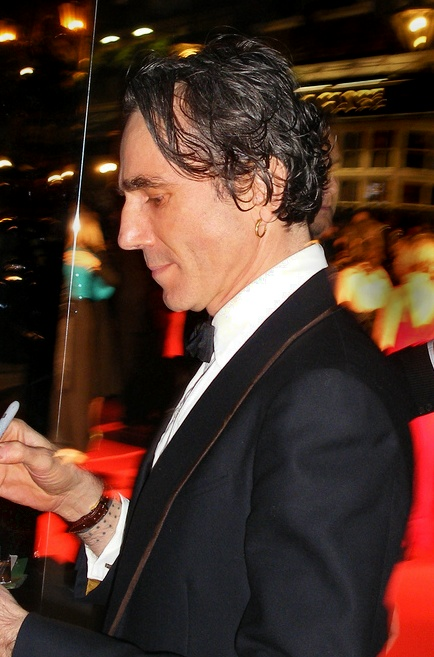
Daniel Day-Lewis no British Academy Film Awards, fevereiro de 2008.

 No mesmo ano, o ator tentou mais um filme de época, em The Age of Innocence (A Época da Inocência), de Martin Scorsese. O resultado não foi satisfatório, e a partir de então ele se tornou cada vez mais recluso. Seu próximo filme ocorreria apenas três anos depois, no longa-metragem baseado na mais famosa peça de seu sogro, Arthur Miller, o drama As Bruxas de Salem, no qual sua ex-amante, vivida por Winona Ryder, lança um vilarejo americano do século XVII em uma histeria inquisitiva ao afirmar que suas colegas são bruxas com pactos com o demônio.
O filme ficou aquém das expectativas da crítica, rendendo apenas uma indicação ao Oscar para Miller, pelo roteiro, e para Joan Allen, que interpretava a resignada esposa de Day-Lewis. O ator, porém, não se abateu e retornou em 1997 com mais um drama irlandês dirigido por Sheridan: The Boxer (O Lutador), rendendo a ele mais uma indicação ao Globo de Ouro. Retornou aos cinemas convencido por Scorsese, Leonardo DiCaprio e Harvey Weinstein. Os três admitiram publicamente que atraíram Day-Lewis para Nova York sob falsos motivos apenas para convencê-lo, conjuntamente, de que deveria interpretar o açougueiro no épico Gangs of New York (Gangues de Nova York).
Mal sabia o ator que o compromisso lhe exigiria quase um ano de trabalho ininterrupto, devido aos inúmeros problemas que a produção teve. E, por todo este tempo, Day-Lewis permaneceu utilizando, dentro e fora dos sets, o carregado sotaque do seu personagem ('Bill', o açougueiro). Além disso, também teve aulas com um açougueiro profissional para poder entender o ofício do seu personagem - o violento líder da gangue dos nativos, que disputa com a gangue dos irlandeses o controle de uma parte de Nova York.
O filme dividiu a opinião da crítica, mas houve um consenso geral que indicava o trabalho de Day-Lewis como a melhor coisa de Gangues de Nova York.
Em Sangue Negro, no qual ele tem uma das melhores atuações, levou quatro anos para preparação do personagem. Com este filme, Day-Lewis ganhou os Prémios Screen Actors Guild, BAFTA, Globo de Ouro, Oscar e muitos outros. Após receber o prémio de melhor ator no Screen Actors Guild, ele o dedicou a Heath Ledger.
Em fevereiro de 2013, tornou-se o primeiro homem a conquistar pela terceira vez o Oscar de melhor ator por seu trabalho no filme Lincoln, de Steven Spielberg.
Em junho de 2017, Day-Lewis anunciou através de sua porta-voz que iria deixar a representação, e Phantom Thread seria seu último trabalho. O filme dirigido por Paul Thomas Anderson estava com estreia marcada para dezembro daquele ano.

## Técnica e reputação
Day-Lewis é considerado um ator metódico, conhecido por sua constante devoção e pesquisa de seus papéis. Exibindo uma "intensidade mercurial", ele frequentemente permanecia completamente na personagem durante as filmagens de seus filmes, até mesmo a ponto de afetar negativamente sua saúde. Ele é um dos atores mais seletivos da indústria cinematográfica, tendo estrelado apenas seis filmes desde 1998, com até cinco anos entre os papéis. Protetor de sua vida privada, raramente concede entrevistas e faz muito poucas aparições públicas.
Após sua terceira vitória no Oscar em 2013, houve muito debate sobre a posição de Day-Lewis entre os maiores atores da história do cinema. Joe Queenan, do The Guardian, comentou: "Discutir se Daniel Day-Lewis é um ator melhor que Laurence Olivier, ou Richard Burton, ou Marlon Brando, é como discutir se Messi é mais talentoso que Pelé, se Napoleão Bonaparte supera Alexandre, o Grande, como um gênio militar." Quando o próprio Day-Lewis foi questionado sobre como era ser "o maior ator do mundo", ele respondeu: "É uma loucura, não é? Isso muda o tempo todo."."
Amplamente respeitado entre seus pares, em junho de 2017, Michael Simkins, do The Guardian, escreveu: "Nessa fossa brilhante que chamamos de profissão de ator, há muitos atores rivais que, por pura sorte ou acaso, parecem ter a carreira que nós mesmos poderíamos ter tido se as cartas tivessem caído de forma diferente. Mas Day-Lewis está, por consenso comum, mesmo nas salas verdes mais azedas – uma classe à parte. Não veremos ninguém como ele novamente – pelo menos por um tempo. Artistas com sua intensidade mercurial aparecem uma vez a cada geração."

## Vida pessoal

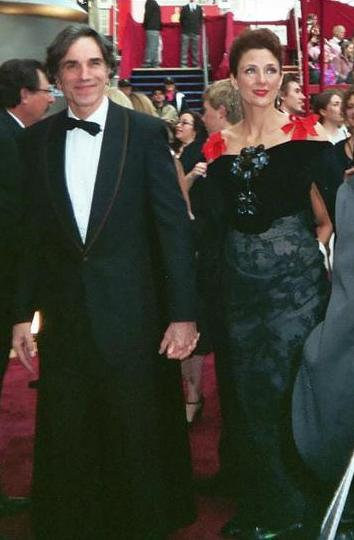
Day-Lewis com sua esposa Rebecca Miller no Prêmio da Academia de 2008

Protetor de sua privacidade, Day-Lewis descreveu sua vida como um "estudo ao longo da vida em evasão". Ele teve um relacionamento com a atriz francesa Isabelle Adjani que durou seis anos, terminando após uma separação e reconciliação". Seu filho nasceu em 1995 na cidade de Nova York, alguns meses após o fim do relacionamento.
Em 1996, enquanto trabalhava na versão cinematográfica da peça teatral The Crucible, ele visitou a casa do dramaturgo Arthur Miller, onde foi apresentado à filha do escritor, Rebecca Miller. Eles se casaram mais tarde naquele ano, em 13 de novembro de 1996. O casal tem dois filhos. Eles dividem seu tempo entre suas casas em Manhattan e Annamoe, Irlanda.
Day-Lewis possui dupla cidadania britânica e irlandesa desde 1993. Ele mantém sua casa em Annamoe desde 1997. Ele declarou: "Eu tenho dupla cidadania, mas penso na Inglaterra como meu país. Sinto muita falta de Londres, mas não pude viver lá porque chegou um momento em que precisei ser privado e fui forçado a ser público pela imprensa. Não consegui lidar com isso." Ele é um torcedor do clube de futebol Millwall, do sudeste de Londres. Day-Lewis também é embaixador da The Lir Academy, uma nova escola de teatro no Trinity College Dublin, fundada em 2011.
Em 2010, Day-Lewis recebeu um doutorado honorário em letras da Universidade de Bristol, em parte por ter frequentado a Bristol Old Vic Theatre School em sua juventude. Day-Lewis declarou que não teve "nenhuma educação religiosa real" e que "supõe" que é "um agnóstico convicto". Em 2012, ele doou à Universidade de Oxford documentos pertencentes a seu pai, o poeta Cecil Day-Lewis, incluindo os primeiros rascunhos da obra do poeta e cartas do ator John Gielgud e de figuras literárias como W. H. Auden, Robert Graves e Philip Larkin. Em 2015, ele se tornou o presidente honorário do Poetry Archive. Uma instituição de caridade registrada no Reino Unido, o Poetry Archive é um site gratuito que contém uma coleção crescente de gravações de poetas de língua inglesa lendo suas obras. Em 2017, Day-Lewis se tornou um patrono da Wilfred Owen Association. A associação de Day-Lewis com Wilfred Owen começou com seu pai, Cecil Day-Lewis, que editou a poesia de Owen na década de 1960 e sua mãe, Jill Balcon, que foi vice-presidente da Associação Wilfred Owen até sua morte em 2009.
Em 2008, quando recebeu o Oscar de Melhor Ator de Helen Mirren, que estava de plantão por ter vencido o Oscar de Melhor Atriz do ano anterior por interpretar a Rainha Elizabeth II em A Rainha, Day-Lewis se ajoelhou diante dela, e ela deu um tapinha em cada ombro dele com a estatueta do Oscar, ao que ele brincou: "É o mais perto que chegarei de receber o título de cavaleiro." Day-Lewis foi nomeado Knight Bachelor nas Honras de Aniversário de 2014 por serviços prestados ao drama. Em 14 de novembro de 2014, ele foi nomeado cavaleiro pelo Príncipe Guilherme, Duque de Cambridge, em uma cerimônia de investidura no Palácio de Buckingham.

## Filmografia
| Ano  | Título original                   | Título no Brasil              | Título em Portugal            | Papel                               |
| ---- | --------------------------------- | ----------------------------- | ----------------------------- | ----------------------------------- |
| 1971 | Sunday Bloody Sunday              | Domingo Sangrento             | Domingo Sangrento             | Criança vândala                     |
| 1981 | Artemis 81                        |                               |                               | Estudante na biblioteca             |
| 1982 | How Many Miles to Babylon?        | Quantas milhas até Babilônia? | Quantas milhas até Babilónia? | Alex                                |
| 1982 | Frost in May (televisão)          |                               | Frost em Maio                 | Archie Hughes-Forret                |
| 1982 | Gandhi                            | Gandhi                        | Gandhi                        | Colin, valentão de rua sul-africano |
| 1984 | The Bounty                        | Rebelião em Alto-Mar          | Revolta no Pacífico           | John Fryer                          |
| 1985 | My Brother Jonathon (televisão)   |                               | O Meu Irmão Jonathan          | Jonathan Dakers                     |
| 1985 | My Beautiful Laundrette           | A Minha Adorável Lavanderia   | A Minha Linda Lavandaria      | Johnny                              |
| 1985 | A Room with a View                | Uma Janela para o Amor        | Uma Janela para o Amor        | Cecil Vyse                          |
| 1986 | Nanou                             |                               |                               | Max                                 |
| 1988 | The Unbearable Lightness of Being | A Insustentável Leveza do Ser | A Insustentável Leveza do Ser | Tomas                               |
| 1988 | Stars and Bars                    | Stars and Bars                | Bares e Estrelas              | Henderson Dores                     |
| 1989 | Eversmile, New Jersey             | O Sorriso de uma Vida         | O Sorriso de uma Vida         | Dr. Fergus O'Connell                |
| 1989 | My Left Foot                      | Meu Pé Esquerdo               | O Meu Pé Esquerdo             | Christy Brown                       |
| 1992 | The Last of the Mohicans          | O Último dos Moicanos         | O Último dos Moicanos         | Hawkeye (Nathaniel Poe)             |
| 1993 | The Age of Innocence              | A Época da Inocência          | A Idade da Inocência          | Newland Archer                      |
| 1993 | In the Name of the Father         | Em Nome do Pai                | Em Nome do Pai                | Gerry Conlon                        |
| 1996 | The Crucible                      | As Bruxas de Salem            | Bruxas de Salem               | John Proctor                        |
| 1997 | The Boxer                         | O Lutador                     | O Lutador                     | Danny Flynn                         |
| 2002 | Gangs of New York                 | Gangues de Nova York          | Gangs de Nova Iorque          | Bill "The Butcher" Cutting          |
| 2005 | The Ballad of Jack and Rose       | O Mundo de Jack e Rose        | O Mundo de Jack e Rose        | Jack Slavin                         |
| 2007 | There Will Be Blood               | Sangue Negro                  | Haverá Sangue                 | Daniel Plainview                    |
| 2009 | Nine                              | Nine                          | Nine                          | Guido Contini                       |
| 2012 | Lincoln                           | Lincoln                       | Lincoln                       | Abraham Lincoln                     |
| 2017 | Phantom Thread                    | Trama Fantasma                | Linha Fantasma                | Reynolds Woodcock                   |

## Prêmios e indicações

### Oscar
| Ano  | Categoria   | Filme                     | Resultado |
| ---- | ----------- | ------------------------- | --------- |
| 1990 | Melhor Ator | My Left Foot              | Venceu    |
| 1994 | Melhor Ator | In the Name of the Father | Indicado  |
| 2003 | Melhor Ator | Gangs of New York         | Indicado  |
| 2008 | Melhor Ator | There Will Be Blood       | Venceu    |
| 2013 | Melhor Ator | Lincoln                   | Venceu    |
| 2018 | Melhor Ator | Phantom Thread            | Indicado  |

### Globo de Ouro
| Ano  | Categoria                        | Filme                     | Resultado |
| ---- | -------------------------------- | ------------------------- | --------- |
| 1990 | Melhor Ator - Drama              | My Left Foot              | Indicado  |
| 1994 | Melhor Ator - Drama              | In the Name of the Father | Indicado  |
| 1998 | Melhor Ator - Drama              | The Boxer                 | Indicado  |
| 2003 | Melhor Ator - Drama              | Gangs of New York         | Indicado  |
| 2008 | Melhor Ator - Drama              | There Will Be Blood       | Venceu    |
| 2010 | Melhor Ator - Comédia ou Musical | Nine                      | Indicado  |
| 2013 | Melhor Ator - Drama              | Lincoln                   | Venceu    |
| 2018 | Melhor Ator - Drama              | Phantom Thread            | Indicado  |

### Prémios Screen Actors Guild
| Ano  | Categoria             | Filme               | Resultado |
| ---- | --------------------- | ------------------- | --------- |
| 2003 | Melhor Ator Principal | Gangs of New York   | Venceu    |
| 2008 | Melhor Ator Principal | There Will Be Blood | Venceu    |
| 2013 | Melhor Ator Principal | Lincoln             | Venceu    |

### BAFTA
| Ano  | Categoria   | Filme                     | Resultado |
| ---- | ----------- | ------------------------- | --------- |
| 1990 | Melhor Ator | My Left Foot              | Venceu    |
| 1993 | Melhor Ator | The Last of the Mohicans  | Indicado  |
| 1994 | Melhor Ator | In the Name of the Father | Indicado  |
| 2003 | Melhor Ator | Gangs of New York         | Venceu    |
| 2008 | Melhor Ator | There Will Be Blood       | Venceu    |
| 2013 | Melhor Ator | Lincoln                   | Venceu    |
| 2018 | Melhor Ator | Phantom Thread            | Indicado  |